# وزارت فرهنگ (اندونزی)
وزارت فرهنگ جمهوری اندونزی یک وزارتخانه در دولت اندونزی است که وظیفه سازماندهی امور دولتی در زمینه آثار ترقی فرهنگی، میراث فرهنگی و سایر فرهنگ‌ها را بر عهده دارد. سرپرستی وزارت فرهنگ بر عهده وزیر فرهنگ است.

## تاریخچه
گفتمان ایجاد وزارت فرهنگ اندونزی در سال ۱۹۴۵ مطرح شد، این امر هنگامی اتفاق افتاد که برخی از شخصیت‌های فرهنگی، هنرمندان و سردمداران جامعه در ماه دسامبر یک کنفرانس فرهنگی در شهر سوکابومی، استان جاوه غربی برگزار کردند.
واژه فرهنگ (Culture) اولین بار در کابینه سوم ساهریر (Sjahrir) تحت عنوان وزارت آموزش و فرهنگ مورد استفاده قرار گرفت. بعد از آن، امور فرهنگی بر عهده وزارت آموزش و فرهنگ قرار گرفت. در کابینه دوم ترمیم شده دویکورا (Second Revised Dwikora Cabinet) یک وزارت امور فرهنگی تفکیک شده تشکیل شد اما در دوره‌های بعد دوباره به شکل وزارت آموزش و فرهنگ درآمد. در کابینه هفتم توسعه وظایف فرهنگی در وزارت گردشگری یکپارچه شد و تا کابینه دوم اندونزی متحده تداوم داشت، بعد از آن وظایف فرهنگی دوباره به عنوان بخشی از وزارت آموزش و فرهنگ قرار گرفت.
رئیس‌جمهور پروبوا سوبیانتو در کارزار انتخاباتی خودش برنامه‌ریزی کرده بود تا وزارت امور فرهنگی ایجاد کند. بعد از برگزیده شدن، این امر با انتصاب فدلی زون به عنوان دومین وزیر فرهنگ محقق شد.